# PZL SM-2
PZL SM-2
ドジョヌフの博物館に展示されている救急搬送機型のSM-2
- 製造者：WSK PZL-Świdnik
- 運用者：ポーランド空軍
- 初飛行：1959年11月18日
- 生産数：85機
- 運用開始：1960年
- 退役：1981年

PZL SM-2は、ポーランドのPZLで製造されたミル Mi-1を大型化したライセンス生産モデルである。本機は「WSK SM-2」という名称でも知られる。

## 開発
1956年以来ポーランドのWSK PZL-Świdnikの工場ではソビエト連邦の小型4座ヘリコプターのMi-1をSM-1の名称でライセンス生産しており、1,549機もの数を生産した。1957年にWSK PZL-Świdnikでこのヘリコプターの近代化と5座用キャビンへの大型化の作業が開始された。この目的の一つは訓練を容易にするために操縦士席を並列に置くことであった。この作業の主任設計技師は（Jerzy Tyrcha）であった
外観上最も変わったのは前方に伸ばされて両側面には後方へスライドして開く大きなドアが取り付けられた大型化したキャビンであり、実際は胴体部品のほとんどが新造されていた。エンジン、トランスミッション、ローターといった動力系統や胴体のブーム部分と降着装置はMi-1の物がそのまま利用された。試作機が1959年11月18日に初飛行を行い、成功作であることが実証されると1960年に限定的な生産が開始された。本機の離陸特性と性能はMi-1/SM-1よりも幾分低下しており、この原因の一つがキャブレター吸入口の不適合であるということがわかったがこれが改善された機体は僅かな数であった。
約85機という限られた数（機数は72から91機まで情報により異なる）が生産され、これらはポーランド国内向けのみである一方で同時期に生産され続けていたSM-1はŚwidnikの主要輸出製品であった。SM-2には軍用連絡機、救急搬送機と飛行クレーン機の3つの派生型があり、これらの装備機器は付け替えが可能であった。

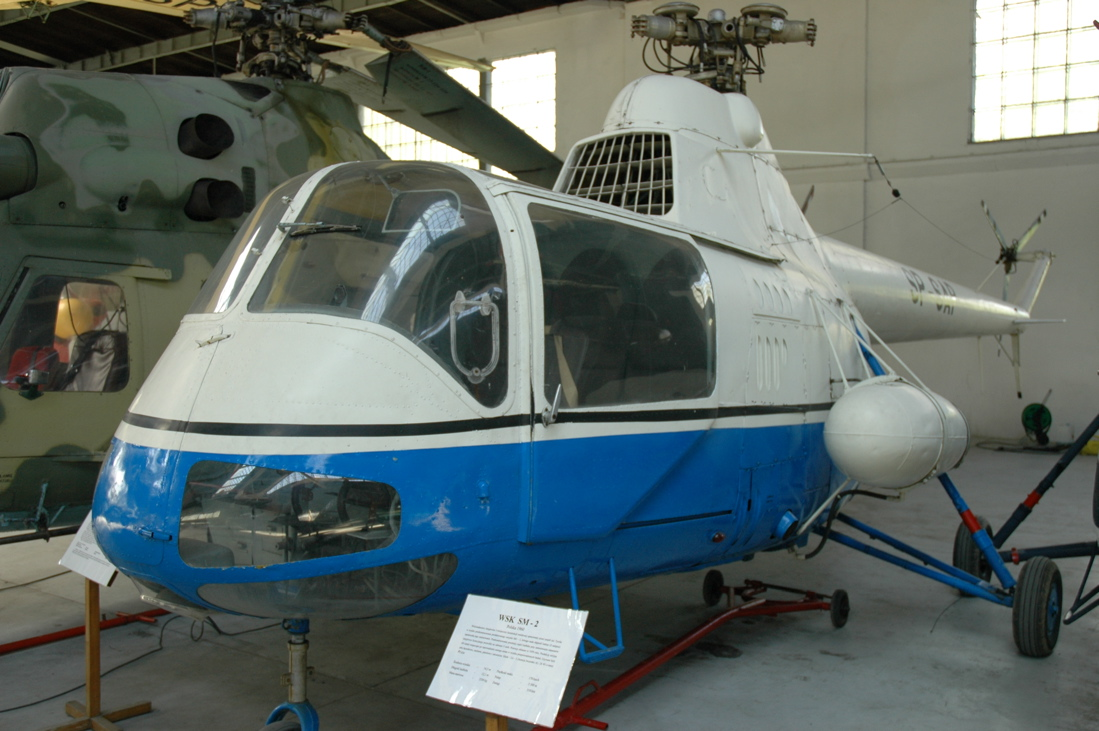
クラクフのポーランド航空博物館に保存されているSM-2

基本の連絡/輸送機型は後部のベンチシートに3名分と操縦士の横に1名文の分の座席があり、救急搬送機型は機首部の特別ハッチから搭載する機内右側に収容する担架1床と胴体両側の機外に取り外し可能な密閉型カプセルを搭載して傷病兵2名を収容できた。全ての派生型には航続距離を500 kmに延長することが可能な140 l容量の追加外部燃料タンクを搭載できた（機外カプセルとの併用は不可）。飛行クレーン型（SM-20として知られる）は限定数が捜索救難任務に使用され、120 kgの吊り上げ能力がある油圧ウインチを前席右側に装備していた。

## 就役
SM-2は、ほとんどの約73機が納入されたポーランド空軍とポーランド海軍で主に使用され、数機が内務省（警察の航空任務）、国境警備隊と民間の救急搬送業務でも使用された。最後の1機は1981年頃まで飛行していたが、そのほとんどは1970年代末には退役してミル Mi-2に代替された。
唯一輸出されたSM-2（登録記号OK-BYK）はチェコスロバキア向けの機体であり、1963年から1970年にかけて内務省で使用された。その後スロブ・エアが1975年まで（登録記号はOK-RUVに変更）商用の多用途機として使用した。

3機のSM-2が各々クラクフのポーランド航空博物館、コウォブジェクとドジョヌフの博物館に保存されている。博物館の所蔵品以外ではデンブリンとグラシュカに現存している。その他には1機が英国のウエストン＝スーパー＝メアの博物館に、もう1機がチェコのプラハ＝クベリで保存されている。

## 運用
チェコスロバキア
- 内務省
- スロブ・エア

 ポーランド
- 国境警備隊
- 内務省（警察の航空任務）
- ポーランド空軍
- ポーランド海軍

 ルーマニア
- ルーマニア空軍

## 要目
Jane's All The World's Aircraft 1965–66
- 乗員：1名
- 乗客：4名
- 搭載量：1,400kg（内部）、1,500kg（外部吊り下げ）
- 全長：12.08 m (39 ft 8 in)
- 全高：3.30 m (10 ft 10 in)
- 主ローター直径：14.30 m (46 ft 11 in)
- 主ローター回転面積：160.6 m² (1,728 ft²)
- 空虚重量：1,890 kg (4,166 lb)
- 最大離陸重量：2,511 kg (5,535 lb)
- エンジン：1 × Lit-3 （イフチェンコ AI-26Vのライセンス生産） 7気筒 星型エンジン、429 kW (575 hp)
- 最高速度：170 km/h (92 knots, 105 mph)
- 巡航速度：130 km/h (70 knots, 91 mph)
- 航続距離：320 km (174 nmi, 200 mi)
- フェリー航続距離：500 km (270 nmi, 310 mi) with auxiliary fuel
- 巡航高度：4,000 m (13,120 ft)
- 上昇率：4.5 m/s (885 ft/min)